# Geomantis
Geomantis — рід дрібних безкрилих богомолів, представники якого зустрічаються в країнах Середземномор'я. Налічує всього 2 види богомолів.

## Опис
Тіло невелике, струнке, імаго обох статей безкриле. Голова приблизно такої ж ширини, як і довжини. Очі кулясті, слабко виступають над поверхнею голови. Антени короткі, ниткоподібні. Передньоспинка приблизно такої ж довжини як передні тазики, опукла, з зубцями по краях. Черевце струнке, сегменти 7-9 коротші за інші. Стегна передніх ніг товсті та подовжені, з 4 внутрішніми (дискоїдальними) та 4 зовнішніми шипами. На передніх гомілках 7 зовнішніх та 9 внутрішніх шипів, а також кінцевий кіготь. Церки тонкі та короткі.

## Види та ареал
Відомо 2 види:
- G. algerica
- G. larvoides

Типовий вид — G. larvoides, вперше описаний 1896 року в Іспанії ентомологом Хосе Пантелом. G. larvoides має широкий ареал у західному та північному Середземномор'ї від Марокко та Португалії до Туреччини. Натомість G. algerica відомий лише з Алжиру, де був описаний італійським ентомологом Ерманном Гігліо-Тосом 1916 року. Статус другого виду піддається сумніву низкою дослідників, оскільки його відмінності від G. larvoides є невеликими.